# Antonio Walker
José Antonio Walker Prieto (Santiago, 28 de junio[cita requerida] de 1961) es un técnico agrícola y político chileno independiente. Entre 2018 y 2021 se desempeñó como ministro de Agricultura en la segunda administración del presidente Sebastián Piñera. Participó en la creación del programa agrícola de la administración 2018-2022. Actualmente se desempeña como presidente de la Sociedad Nacional de Agricultura de Chile para el período 2023-2025.

## Biografía
Hijo de Ignacio Walker Concha e Isabel Margarita Prieto Vial, es el quinto de los nueve hermanos Walker Prieto. Es hermano de los exsenadores Patricio Walker Prieto e Ignacio Walker Prieto y del senador Matías Walker Prieto. Está casado desde 1991 con Andrea Lecaros, con quien tiene seis hijos: Antonio, Andrés, Vicente, Martín, Raimundo y Matías.
Estudió en los colegios Saint George's y San Ignacio de Santiago. Posteriormente, egresó de Inacap como técnico agrícola, para más tarde, realizar un Fruit Science Major en Universidad Politécnica Estatal de California.

## Trayectoria profesional
Se dedicó a la agricultura y es el fundador de la empresa agrícola Wapri, que se ha dedicado a producir y exportar frutas al exterior durante más de 20 años. Además, gerente general de esta y el año 2004 tuvo el logro de exportar la caja número 200 millones de fruta al exterior. En relación con esta actividad, es que se le acusa de poseer, con todas sus empresas, más de 29 mil litros por segundo de Agua, toda vez que en Chile es un país cuyo ordenamiento jurídico permite privatizar el recurso hídrico.
También, fue un reconocido dirigente gremial en la región del Maule y en el país. En 2010, fue elegido presidente de Fedefruta, cargo que mantuvo hasta 2012 y también fue presidente de Fruséptima, asociación gremial que agrupa a los productores de fruta del Maule.
Fue director de la Sociedad Nacional de Agricultura (SNA) y es integrante de la Comisión de Productividad de la Confederación de la Producción y del Comercio (CPC).

## Trayectoria política
Político independiente, cercano a Evolución Política.
Fue invitado a ser parte del primer gobierno del presidente Sebastián Piñera, lo cual rechazó. Sin embargo, aceptó la propuesta durante el segundo periodo del presidente y se convirtió en ministro de Agricultura. 
Ha sido reconocido por su aporte al cooperativismo en los pequeños agricultores y ha sido impulsor de diversas leyes, entre las que destaca la "Ley Arbolito", proyecto de ley cuyo objetivo es proteger los árboles ubicados en las zonas urbanas de Chile. Renunció a su cargo el 6 de enero de 2021, para postular a un cupo como constituyente para la Convención Constitucional por el distrito n° 17 en las elecciones de abril de ese año, sin resultar electo.

## Historial electoral

### Elecciones de convencionales constituyentes de 2021
- Elecciones de convencionales constituyentes de 2021, para convencional constituyente por el distrito 17 (Curicó, Hualañé, Licantén, Molina, Rauco, Romeral, Sagrada Familia, Teno, Vichuquén, Talca, Constitución, Curepto, Empedrado, Maule, Pelarco, Pencahue, Río Claro, San Clemente y San Rafael)[13]

| Candidato                     | Pacto                            | Partido     | Votos  | %     | Resultados   |
| ----------------------------- | -------------------------------- | ----------- | ------ | ----- | ------------ |
| Roberto Celedón Fernández     | Apruebo Dignidad                 | Ind-FRVS    | 23.405 | 10,28 | Convencional |
| Bárbara Rebolledo Aguirre     | Vamos por Chile                  | Ind-Evópoli | 18.094 | 7,95  | Convencional |
| María Elisa Quinteros Cáceres | Asamblea Popular por la Dignidad | Ind         | 12.495 | 5,49  | Convencional |
| Alfredo Moreno Echeverría     | Vamos por Chile                  | Ind-UDI     | 11.334 | 4,98  | Convencional |
| Christian Viera Álvarez       | Lista del Apruebo                | Ind-DC      | 9.161  | 4,02  | Convencional |
| Antonio Walker Prieto         | Vamos por Chile                  | Ind-Evópoli | 8.739  | 3,84  |              |
| Elsa Labraña Pino             | La Lista del Pueblo              | Ind         | 7.375  | 3,24  | Convencional |
| Paola Grandón González        | Apruebo Dignidad                 | FRVS        | 1.199  | 0,53  | Convencional |